# Ribamar Alves
José de Ribamar Costa Alves, conhecido politicamente como Ribamar Alves e Dr. Ribamar (15 de junho de 1954) é um político brasileiro, ex-prefeito de Santa Inês.
Deputado estadual pelo PMDB de 1997 a 1998. Foi Deputado Federal do PSB pelo Maranhão em três legislaturas: 2003 a 2007, 2007 a 2011 e 2011 a 2015. Renunciou ao mandato de deputado em 2012 para assumir o cargo de prefeito.
Eleito prefeito de Santa Inês, foi preso em flagrante pelo estupro de uma estudante de 18 anos, e afastado da prefeitura. A vítima, missionária da Igreja Adventista teria sido atraída à casa do prefeito com a promessa de comprar livros. O prefeito foi recolhido ao Complexo Penitenciário de Pedrinhas. Em fevereiro de 2016 o ex-deputado Chiquinho Escórcio procurou a ajuda do ex-presidente e ex-senador José Sarney para tirar Ribamar da prisão, interferindo junto aos desembargadores do Tribunal de Justiça do Maranhão, Sarney prometeu um "aceno".
Em 2013 Ribamar Alves teria tentado beijar à força a juíza Larissa Tupinambá, que trabalhava em Santa Inês na época, chegou a ser autuado por assédio sexual. Em 2014, teve o crime desclassificado como contravenção penal de importunação ofensiva ao pudor, tendo que pagar uma multa fixada pela Justiça.